# Avle Spurinna
 (juin 2021).
Avle Spurinna ou Aulus  est, pour les Romains, un personnage étrusque, originaire de Tarquinia, ayant probablement vécu vers la fin du IVe siècle av. J.-C.

## Histoire
Avle est le neveu de Velthur le Grand, qui avait commandé deux armées contre Syracuse, et de Ravnthu Thefrinai et le frère de Vélia Spurinna.
Avle serait le héros de Tarquinia qui affronta Rome et en fut victorieux. Il appartenait à la famille des Spurinna.
Sur le forum de Tarquinia ont été retrouvés des fragments de marbre comportant des épigraphes qui semblent attester que « Aulus Spurinna a été trois fois praetor a expulsé le roi de Caeré -  combattu victorieusement contre les étrusques d'Arezzo -  pris neuf cités aux Latins. ».